# Шервинский, Владимир Максимович
Владимир Максимович Шервинский (лат. Vladimirs Šervinskis, 23 мая 1894, Рига, Российская империя — 6 ноября 1975, Рига, СССР) — архитектор довоенной и советской Латвии, синодальный архитектор, член Экзаршего управления Псковской православной миссии в годы Великой Отечественной войны.

## Ранние годы
Владимир Шервинский учился в Александровской гимназии, располагавшейся в центре города (сейчас в этом здании находится Латвийская музыкальная академия).
В 1912 году поступил на архитектурный факультет Рижского политехнического института.
3 декабря 1913 года вступил в русскую студенческую корпорацию Fraternitas Arctica.
С наступлением Первой мировой войны и со смещением линии фронта в Прибалтику Шервинский, хотя и был освобождён от призыва в армию как единственный сын в семье, пошёл служить добровольцем. Ему было поручено сооружение второй линии оборонительных укреплений на правом берегу Даугавы: дороги Тинужи — Огресгалс, моста через реку Огре и оборонительных сооружений. «Московское шоссе, которое пролегало вдоль Даугавы, было в прямой зоне обстрела и для проезда его нельзя было использовать, поэтому все сообщение было перенаправлено на маленькую Лубанскую дорогу через Икшкиле и Тинужи. Около Огре оно поворачивало в сторону Синих гор и затем через Огре выходило к Рембате, — написал в воспоминаниях Владимир Максимович. — При таком раскладе приходилось давать круг в 5 верст, а около Синих гор дорога открывалась на Даугаву и опять была в зоне обстрела. Поэтому было решено строить новую дорогу через лес, да еще через болота. Но это была большая и интересная работа».
После демобилизации в 1918 году едет в Саратов, на строительство элеватора в Аткарске.
Как только закончилась Гражданская война и беженцы смогли вернуться на родину, Шервинский в 1920 году возвращается в Латвию, ставшую независимой республикой.
Возобновил занятия в Политехническом институте. Параллельно с учебой работал помощником своего профессора. Его дипломной работой была «Латвийская обсерватория», которую он задумал построить в окрестностях Огре, возле Циемупе. Он слышал, что правительство намечает устройство обсерватории и надеялся, что его проект будет иметь будущее. Поскольку он считал, что астрономия связана с Востоком, то использовал в оформлении восточные элементы, перерыв в поисках вдохновения все библиотеки.
После получения диплома в 1923 году Шервинский открывает собственное архитектурное бюро и занимается проектированием жилых домов не только в столице, но и в других городах. Так, только в Огре он принял участие в строительстве и реконструкции более 20 объектов.

## 1924—1940
В 1924 году В. М. Шервинский получает предложение возглавить работы по сбору и установке старинного иконостаса из Алексеевского монастыря в рижском кафедральном соборе Рождества Христова. После успешного выполнения работы получает приглашение от архиепископа Иоанна (Поммера) стать синодальным архитектором. Это назначение определило его дальнейшую деятельность.
По проектам архитектора Шервинского было сооружено более 25 православных храмов по всей Латвии. Он построил Никольскую церковь в Абрене, реставрировал Иоанновскую церковь, расположенную на территории Московского форштадта.
Начиная с 1926 года, Шервинский более десяти лет занимался архитектурной работой в церкви во имя Св. пророка Иоанна Предтечи (также Собор Московского форштадта), и во всём комплексе этого большого церковного ансамбля, заложенного архитектором В. Лунским ещё в 1913 году.
Шервинский считал, что неоценимый опыт для его роста как архитектора оказали три поездки в Печоры: 25 апреля 1930 года, 31 мая 1931 года, 2 августа 1931 года, в компании с протоиереем Александром Ивановичем Трофимовым. Именно в них архитектор непосредственно познакомился с русской стариной, которую любил по книгам. Вдохновленный этими впечатлениями, Шервинский впоследствии предложил идеи покраски многих латвийских православных храмов в два и даже три цвета.
В 1931 году архитекторами Владимиром Шервинским и Александром Трофимовым был перестроен жилой дом XVIII века (улица Маза Смилшу, 8). С 1932 по 1940 год в доме находилась штаб-квартира русской студенческой корпорации Fraternitas Arctica. После Великой Отечественной войны (до 1972 года) в здании размещалось Рижское хореографическое училище.
В 1932 году Шервинский выступил в жанре архитектурного обозрения, написав подробную статью к 400-летию Коломенского храма в Москве.
В. М. Шервинский — автор мемориала русским воинам, павшим в Первую мировую войну при защите Риги, сооружённого на месте братских захоронений на Покровском кладбище.
В 1936 году рядом с храмом Покрова Пресвятой Богородицы (улица Менесс, 3) возведена часовня Иоанна Крестителя — усыпальница архиепископа Иоанна (Поммера), единственная православная часовня, сохранившаяся до наших дней. Архитектор — С. Н. Антонов, при участии В. М. Шервинского. Постройка освящена 11 октября 1936 года. Материал, который использовался при её возведении, был взят от демонтированной часовни Александра Невского, располагавшейся в Риге на привокзальной площади.
После убийства Митрополита Иоанна Поммера (1934) епархию возглавил отец Августин Петерсон, который 23 декабря 1936 года письмом уведомил Шервинского об отстранении от должности синодального архитектора. Однако люди привыкли к Владимиру Максимовичу и продолжали с ним советоваться по строительно-архитектурным вопросам, так что на его участии в церковных делах опала от нового митрополита отразилась мало.

### Строительство церквей
14 и 21 июня 1936 года состоялось торжественное освящение храмов в Лиелварде и в Икшкиле, где первоначально притвор к кладбищенской часовне, потом алтарь.
22 июня 1936 г. Шервинский принял готовый фундамент для новой каменной церкви в городе Ливаны, инициатором постройки которой был врач Альбицкий. Владимир Максимович предложил спроектировать храм в Псково-Новгородском стиле, эта идея приходу понравилась. Строительство продолжалось до 1939 года, однако Альбицкий уехал в Германию и храм так и не был завершён, хотя его освящение состоялось 3 июня 1938 года. После ряда пертурбаций и разрушений советского времени он был достроен уже в 2007 году.
В 1938 году Шервинский получил заказ на проектирование еще одного каменного храма, для прихода в Зилупе. Он выполнил его во Владимиро-Суздальском стиле, была определена площадка под строительство и завезен камень, однако после присоединения Латвии к СССР и начала войны проект не был реализован при жизни автора.
В предвоенные годы Владимир Шервинский выстроил 10 деревянных храмов в Латгалии, спроектированных в стиле северорусского зодчества.
К его помощи также стали обращаться старообрядцы. Под его руководством был построен детский сад для Гребенщиковской старообрядческой общины в Риге и выполнено золочение купола Гребенщиковской церкви площадью 64 кв.м.

### Светская архитектура
Весь предвоенный период архитектор занимается не только строительством культовых сооружений, но и осуществляет реконструкцию и благоустройство многочисленных приходских зданий и прилегающих к ним территорий.
В 1939 году при репатриации балтийских немцев Шервинский был привлечён к оценке оставляемого ими недвижимого имущества и выполнил обмеры более 600 объектов во всех городах Латвии. В этой работе также участвовал его шурин Михаил Дмитриевич Кривошапкин. За эту работу архитектор получил от государства крупное вознаграждение — около 18 тысяч латов, которое он частично потратил на паломничество на Валаам, который в то время принадлежал Финляндии. Немецкие коллеги передали его бюро и незаконченные заказы, а также книги и альбомы по профессии.
В 1940 году частное архитектурно-планировочное бюро Шервинского было закрыто, и архитектор перешёл на новое место работы — в проектную комиссию при Рижском горисполкоме.
В 1941 году на Ивановском кладбище по проекту архитектора создан мемориал воинам-красноармейцам, погибшим при обороне Риги.

## Великая Отечественная война
С началом Великой Отечественной войны и немецкой оккупации Риги (1 июля 1941 года) Шервинский был направлен на проектирование бараков для советских военнопленных. Архитектор обратился к немецкой администрации Генерального округа Латвия с просьбой ввести богослужение для православных заключённых.
Идея принадлежала митрополиту Виленскому и Литовскому Сергию (Воскресенскому), экзарху Латвии и Эстонии, направленному в Прибалтику из Москвы ещё в феврале 1941 года. Он же назначил архитектора Шервинского членом созданного им Экзаршего управления.
Руководство Рейхскомиссариата Остланд дало разрешение на создание Псковской православной миссии, действие которой должно было распространяться на северо-западные епархии России.

## Послевоенные годы
В 1945 году Шервинский был назначен старостой Рижского Христорождественского кафедрального собора, где служил до 1951 года. В это же время он вёл архитектурную работу в рижском Свято-Троицком женском монастыре, завершив ансамбль установкой звонницы в 1950 году.
25 декабря 1951 года последовал арест В. М. Шервинского с официальным обвинением в «антисоветской пропаганде». По статье 58 уголовного кодекса РСФСР Коллегия Верховного суда СССР 19 марта 1952 года приговорила Шервинского к 10 годам исправительно-трудовых лагерей, ему вменялось в вину участие во Псковской православной миссии в годы немецко-фашистской оккупации.
Три года архитектор находился в Усть-Вымском лагере, на территории Коми АССР.
В ноябре 1955 года освобожден по амнистии.
С 1957 года Владимир Максимович работал архитектором проектного подразделения горисполкома; эту должность он занимал до своей смерти в 1975 году. За двадцать лет работы по его проектам было построено значительное количество жилых домов. При его участии были отремонтированы фасады многих храмов, так как Владимир Михайлович продолжал служить синодальным архитектором православной церкви в Латвии.
Когда отмечался юбилей — 40 лет с момента вступления в эту должность — Шервинский удостоился таких слов:
Можно смело сказать, что нет такого храма в Рижской епархии, в строительстве, ремонте или благоукрашении которого Вы не приняли бы самого деятельного участия. Необходимо подчеркнуть, что из-за недостатка епархиальных средств значительная часть Ваших трудов совершалась безвозмездно и эти неоплаченные труды Вы с истинным христианским благодушием и готовностью приносили в дар Церкви Божией, как Её верный сын.
Владимир Максимович Шервинский похоронен на Вознесенском кладбище Риги.

## Семья
Отец Владимира Шервинского — Макс Шервинский — был известным рижским архитектором. Занимал пост директора Рижского ремесленного училища.
Шервинский-старший с группой помощников в 1901 году сделал проекты 40 павильонов для Индустриально-ремесленной выставки на Эспланаде, приуроченной к семисотлетию города. В экспозиции был использован непривычный для рижан стиль модерн. Макс Шервинский считается одним из зачинателей этого архитектурного направления в Риге.
Супруга — Александра Дмитриевна, урождённая Кривошапкина. Её брат Михаил Дмитриевич Кривошапкин был инженером, помогал В.Шервинскому при обмерах Иоанновского храма в Риге. Выпускник Рижского политехнического института, Михаил Дмитриевич специализировался по строительству мостов и был автором проектов понтонного моста в Риге, моста через Венту, моста через Саркандаугаву и др. По его проекту были также построены многие элеваторы.
Внук В. М. Шервинского — латвийский архитектор и общественный деятель Эйжен Упманис (1955—2016), председатель Комитета Братских кладбищ.

## Избранные сооружения
|                                                                        |  |                                                                    |  |                                                   |
| Церковь из села Роговка. Перенесена в Латвийский этнографический музей |  | Рига. Церковь Св. Иоанна Предтечи. Арх. В. Лунский и В. Шервинский |  | Жилой дом XVIII века. Реконструирован в 1931 году |

|                                                                                             |  |                                                                           |  |                                                                               |
| Часовня Иоанна Крестителя. Усыпальница архиепископа Иоанна. Арх. С. Антонов и В. Шервинский |  | Братская могила воинов-красноармейцев, павших при защите Риги в 1941 году |  | Братская могила русских воинов, павших при защите Риги в Первую мировую войну |